# Metal Heart
Metal Heart är det tyska heavy metal-bandet Accepts sjätte studioalbum, släppt 1985. Detta är bandets första album som producerats av Dieter Dierk, även om de spelat in i hans studio tidigare.
Även om kritiker först ogillade albumet anses det nuförtiden vara ett av bandets bästa album. 

## Låtlista
1. "Metal Heart" – 5:19
2. "Midnight Mover" – 3:05
3. "Up to the Limit" – 3:47
4. "Wrong Is Right" – 3:08
5. "Screaming for a Love-Bite" – 4:06
6. "Too High to Get It Right" – 3:47
7. "Dogs on Leads" – 4:23
8. "Teach Us to Survive" – 3:32
9. "Living for Tonite" – 3:33
10. "Bound to Fail" – 4:58

## Musiker
- Udo Dirkschneider: Sång
- Wolf Hoffmann: Gitarr, elektrisk sitar, bakgrundssång
- Jörg Fischer: Gitarr, bakgrundssång
- Peter Baltes: Bas, keyboard, bakgrundssång
- Stefan Kaufmann: Trummor